# Francisco Escutia
Francisco Escutia Greus (Alginet, 1843 -1922) fue un abogado y político de la Comunidad Valenciana, España. Licenciado en Derecho, hizo carrera política hasta que dimitió en 1898 cuando fue nombrado juez en La Habana. Simultáneamente, había sido diputado provincial por Buñol - Carlet de 1882 a 1892 por Izquierda Dinástica, integrada dentro del Partido Liberal. Fue nuevamente diputado provincial de 1901 a 1909 y diputado al Congreso por el distrito electoral de Chiva en las elecciones generales de 1905, 1910 y 1916.